# Carex elongata
Espèce
Carex elongata est une espèce de plantes herbacées de la famille des Cypéracées.